# Aeroportul Kwethluk
Aeroportul Kwethluk (IATA: KWT, ICAO: PFKW, FAA LID: KWT) este un aeroport din Bethel Census Area⁠(d), Unorganized Borough, Alaska, Alaska, Statele Unite ale Americii ce deservește zona Kwethluk⁠(d). Aeroportul a fost tranzitat în 2019 de 8.450 de pasageri. A fost numit după zona deservită.
Situat la o altitudine de 9 m, aeroportul dispune de 1 pistă. Este operat de Alaska Department of Transportation & Public Facilities⁠(d).

## Infrastructură

### Piste
Aeroportul dispune de o singură pistă. Pista 18/36 are dimensiunile 3.199 picioare × 75 picioare. 